# Abas II
Abas II (em persa: عباس دوم; romaniz.: Abbās II; Caspim, 30 de agosto de 1632 - Cosrouabade, 26 de setembro de 1666) foi xá do Império Safávida, sucessor de seu pai Safi (r. 1629–1642) e antecessor de Solimão I (r. 1666–1694).